# Ewa Majewska
Ewa Alicja Majewska (nascida em 21 de julho de 1978) é uma filósofa, ativista política e escritora polonesa. Nos anos 1990 e início dos anos 2000, esteve envolvida em movimentos anarquistas, antifronteiriços, ecológicos e de mulheres .
Ela é colaboradora de importantes conferências internacionais, projetos e artigos e ensaios publicados, em periódicos, revistas e volumes coletados, incluindo: e-flux, Signs, Third Text, Journal of Utopian Studies e Jacobin.
Ela foi pesquisadora visitante na UC Berkeley, Institut für die Wissenschaften vom Menschen (Viena) e atualmente é afiliada ao Institute of Cultural Inquiry (Berlim).

## Biografia
Majewska estudou filosofia, literatura francesa e estudos de gênero na Universidade de Varsóvia, Polônia. Ela completou seu doutorado em conceitos filosóficos da família na Universidade de Varsóvia em 2007. Desde 2003, ela é professora de estudos de gênero na universidade.
De 2011 a 2013, foi professora no Instituto de Cultura da Universidade Jagiellonian em Cracóvia, Polônia, seguida de dois anos como pesquisadora visitante no Instituto de Ciências Humanas de Viena, Áustria e mais dois anos (2014 a 2016) na ICI Berlim.
Sua pesquisa atual é na filosofia de Hegel, com foco na dialética e no fraco, teoria crítica feminista e culturas antifascistas. Seu livro, Feminist Antifascism: Counterpublics of the Common, foi publicado pela Verso em 2021.
Ela se ofereceu para a IndyMedia polonesa e trabalhou na seção feminina do Comitê de Assistência e Defesa dos Trabalhadores Reprimidos. Ela também é autora de um relatório sobre violência contra a mulher na família e nas relações íntimas para a filial polonesa da Anistia Internacional (2005).
Em 2004, junto com Aleksandra Polisiewicz, formou a dupla Syreny TV. Produziu documentários a partir de uma série de manifestações de Varsóvia e do projeto All Forward to the Extreme Right (2005). Este filme é um registro de conversas em torno da analogia entre a Polônia de 2005 e a República de Weimar. Foi exibido em Weimar no festival Attention, Polen Kommen! (2005) e em exposições em Varsóvia e Gdańsk.

### Política
Nos anos 2015-2018, ela foi membro do partido político social-democrata polonês Lewica Razem (Left Together), e ocupou cargos no comitê de supervisão do partido e no conselho nacional. Nas eleições parlamentares de 2015, ela concorreu ao Sejm no distrito de Varsóvia em 26º lugar na Lista Total. Como parte do partido, ela participou dos trabalhos da comissão estatutária e co-criou o programa 'Juntos pela Cultura'. Em maio de 2016, ela foi eleita para o comitê nacional de auditoria do partido e em junho de 2017 para o conselho nacional. Desde o final de 2018, ela não é mais filiada ao partido.

## Livros

### Como único autor
- Arte como disfarce? Censura e outros paradoxos da politização da cultura. Cracóvia: Ha!art Corporation, 2013, série: The Radical Line.ISBN 978-83-64057-30-4 .
- O feminismo como filosofia social. Esboços da teoria da família. Varsóvia: Difin, 2009.ISBN 978-83-7641-091-3ISBN 978-83-7641-091-3 .

### Autoria compartilhada
- Ewa Majewska, Jan Sowa (ed. ): Zniewolony umysł 2. Cracóvia: korporacja ha!art, 2007, série: The Radical Line.ISBN 83-89911-61-2ISBN 83-89911-61-2 .
- Martin Kaltwasser, Ewa Majewska, Kuba Szreder (ed. ): Futurismo das cidades industriais. Cracóvia: korporacja ha!art, 2007.ISBN 978-83-89911-70-4ISBN 978-83-89911-70-4 .
- E. Majewska, E. Rutkowska, Equal School, House of Polish-German Cooperation, Gliwice, 2007.
- A. Wolosik, E. Majewska, Assédio sexual, diversão estúpida ou assunto sério, Diffin Publishing House, Varsóvia, 2011.

### Publicações recentes
- Culturas Antifascistas, Instituições do Comum e Fraca Resistência na Polônia, em: Terceiro Texto, 33/2019: Uma Amarga Vitória?
- Praktyka Teoretyczna na Resistência Fraca (2/2019):
- Sobre o feminismo: o feminismo não será televisionado
- Sobre os contrapúblicos ofélicos: Ewa Majewska pt